# Arnold van Mill
Arnold van Mill (* 26. März 1921 in Schiedam, Niederlande; † 5. Oktober 1996 in Hamburg) war ein niederländischer Opernsänger (Bass). Bekannt wurde er durch die großen Bassrollen in den Opern von Richard Wagner, Giuseppe Verdi und Wolfgang Amadeus Mozart. 

## Leben

### Debüt
Sein Debüt hatte van Mill 1941 in Den Haag als Wagner in Charles Gounods Oper Faust. Von 1947 bis 1951 trat er an der Oper von Antwerpen auf.

### Bayreuth
Arnold van Mill hatte seinen großen Durchbruch, als er in der ersten Nachkriegssaison der Bayreuther Festspiele von Wieland und Wolfgang Wagner an den Grünen Hügel gerufen wurde und fortan in allen großen Bassrollen brillierte. So sang er den Titurel in Parsifal, den Hans Foltz in Die Meistersinger von Nürnberg, den Hunding in Die Walküre, den König Marke in Tristan und Isolde, den Daland in Der fliegende Holländer, den Fafner in Siegfried und den Fasolt in Das Rheingold.

### Internationale Karriere
Nach seinem Debüt in Bayreuth trat van Mill an den großen Opernbühnen der Welt auf: Wiener Staatsoper, Mailänder Scala, Teatro Colón in Buenos Aires und Concertgebouw  in Amsterdam. Er arbeitete mit Dirigenten wie Herbert von Karajan, Sir Georg Solti, Hans Knappertsbusch, Joseph Keilberth und Jascha Horenstein zusammen. In den 1950er Jahren wurde er zum Haus-Bass von Decca Records in London.

### Hamburg
Besonders verbunden war van Mill der Hamburger Oper. Hier sang er bis einschließlich 1971 und später auch noch als Gast.
1962 wurde ihm der Ehrentitel Kammersänger verliehen.
Er arbeitete als Gesangslehrer an der Hamburger Sängerakademie mit jungen Gesangstalenten. Seine letzten Auftritte waren im Jahr 1976, als Komtur in Mozarts Don Giovanni und als Küchen-Magd in Prokofjews Die Liebe zu den drei Orangen.

## Diskografie (Auswahl)
| Titel                                     | Medium | Jahr | Musikverlag     | Bestellnummer  |
| ----------------------------------------- | ------ | ---- | --------------- | -------------- |
| Parsifal (Bayreuth 1951)                  | CD     | 1993 | Teldec          |                |
| Aida                                      | CD     | 1991 | Decca           | CD002894100152 |
| Tristan und Isolde                        | CD     | 1992 | Decca           |                |
| Étienne-Nicolas Méhul: Joseph in Aegypten | CD     | 2005 | Gala            |                |
| Die Entführung aus dem Serail             | CD     | 2005 | Berlin Classics | 0032932BC      |